# Leif Segerstam
Leif Selim Segerstam (/ˈlɛjf ˈseːɡɛʂʈam/), né le 2 mars 1944 à Vaasa et mort le 9 octobre 2024 à Helsinki, est un musicien, chef d'orchestre et compositeur finlandais.

## Biographie
Leif Segerstam fait des études de violon et piano à l’académie Sibelius, puis à la Juilliard School de 1963 à 1965.
Chef d'orchestre au répertoire très étendu, il se fait connaître dès la fin des années 1960 par la direction d'orchestre, d'abord à l'opéra (Helsinki, Stockholm et Berlin Ouest). Il dirige au Metropolitan Opera de New York, à Covent Garden, à La Scala, au Teatro Colón, au Staatsoper de Vienne et au festival de Salzbourg.
Il accompagne Montserrat Caballé, Birgit Nilsson, mais aussi Henryk Szeryng, David Oïstrakh, Emil Gilels et Arthur Rubinstein. À partir de 1975, il se tourne vers le répertoire symphonique, étant chef principal de l'Orchestre symphonique de la radio autrichienne (ORF, Vienne) jusqu'en 1982, puis de l'Orchestre symphonique de la radio finlandaise (Yle, Helsinki) de 1977 à 1987. Il devient directeur musical de l'orchestre philharmonique de Rhénanie-Palatinat, de 1983 à 1989, et chef principal de l'Orchestre national symphonique de la radio danoise de 1988 à 1995, restant depuis chef honoraire de ces deux formations. Il est ensuite chef principal et directeur musical de l'opéra royal de Stockholm de 1995 à 2000. Il est l'invité de nombreux autres orchestres, comme l'orchestre symphonique de Chicago ou le London Symphony Orchestra.
Depuis 1997, il enseigne la direction d'orchestre à l'Académie Sibelius de Helsinki.
Jusqu'en 2007, Leif Segerstam a été chef principal et directeur musical de l'orchestre philharmonique d'Helsinki, dont il est désormais chef émérite. Il est depuis chef principal à l'orchestre philharmonique de Turku. Il dirige régulièrement aux festivals de Savonlinna et de Helsinki.
Compositeur notoire pour le nombre de symphonies composées, ayant atteint les 371 symphonies en 2024, Segerstam s'est expliqué sur sa volonté de recréer l'esprit de la musique de chambre au sein de l'orchestre par le biais d'une écriture du « hasard contrôlé », nécessitant une écoute accrue entre les musiciens. Depuis 1994, la plupart de ses partitions sont organisées en sections à l'intérieur desquelles les diverses parties se superposent ou s'entrecroisent au hasard de reprises et variations (tempos, parfois dynamiques) qui, impliquant les interprètes complètement, doivent a priori leur permettre de s'exprimer plus librement. Une conséquence directe sur sa musique symphonique (depuis la 20e Symphonie) est le fait qu'il n'est plus nécessaire pour les orchestres jouant ces œuvres d'être dirigés.
Il décrit lui-même son apparence imposante comme un mélange de Johannes Brahms, de Karl Marx et de père Noël.

### Prix et distinctions
Il a reçu le prix musical 1999 du Conseil nordique, le prix d'État de Finlande en 2004 et la médaille Sibelius en 2005.
Son enregistrement de Luonnotar et autres lieder orchestraux de Sibelius, avec Soile Isokoski, a été élu disque de l'année 2007 par le BBC music magazine.

## Commentaire
En 1990, Henk Maarten écrit dans le Dictionnaire des compositeurs contemporains : 

« [de Segerstam], Monumental Thoughts: Martti Talvela in memoriam, l'imposante Première symphonie, et les 2e, 3e et 5e symphonies en un mouvement sont [en Finlande] parmi les œuvres pour orchestre les plus magnifiques depuis la mort (ou le silence) de Sibelius. Elles contiennent ce délicat équilibre d'expression et d'intériorité qui est ce que Sibelius a légué de plus profond à ses compatriotes. »